# FIS Cup w skokach narciarskich 2010/2011
FIS Cup w skokach narciarskich 2010/2011 – 6. edycja FIS Cupu, która rozpoczęła się 17 lipca 2010 w austriackim Villach, a zakończyła 10 marca 2011 w japońskim Zaō. Zwycięzcą został Słowak Tomáš Zmoray. Cykl składał się z 24 konkursów, z których 10 zostało rozegranych w sezonie letnim na igelicie. Po cztery konkursy zostały rozegrane w Austrii, Szwecji i Słowacji. 15 i 16 stycznia 2011 rozegrano także dwa konkursy na skoczni Skalite w Szczyrku.

## Zwycięzcy

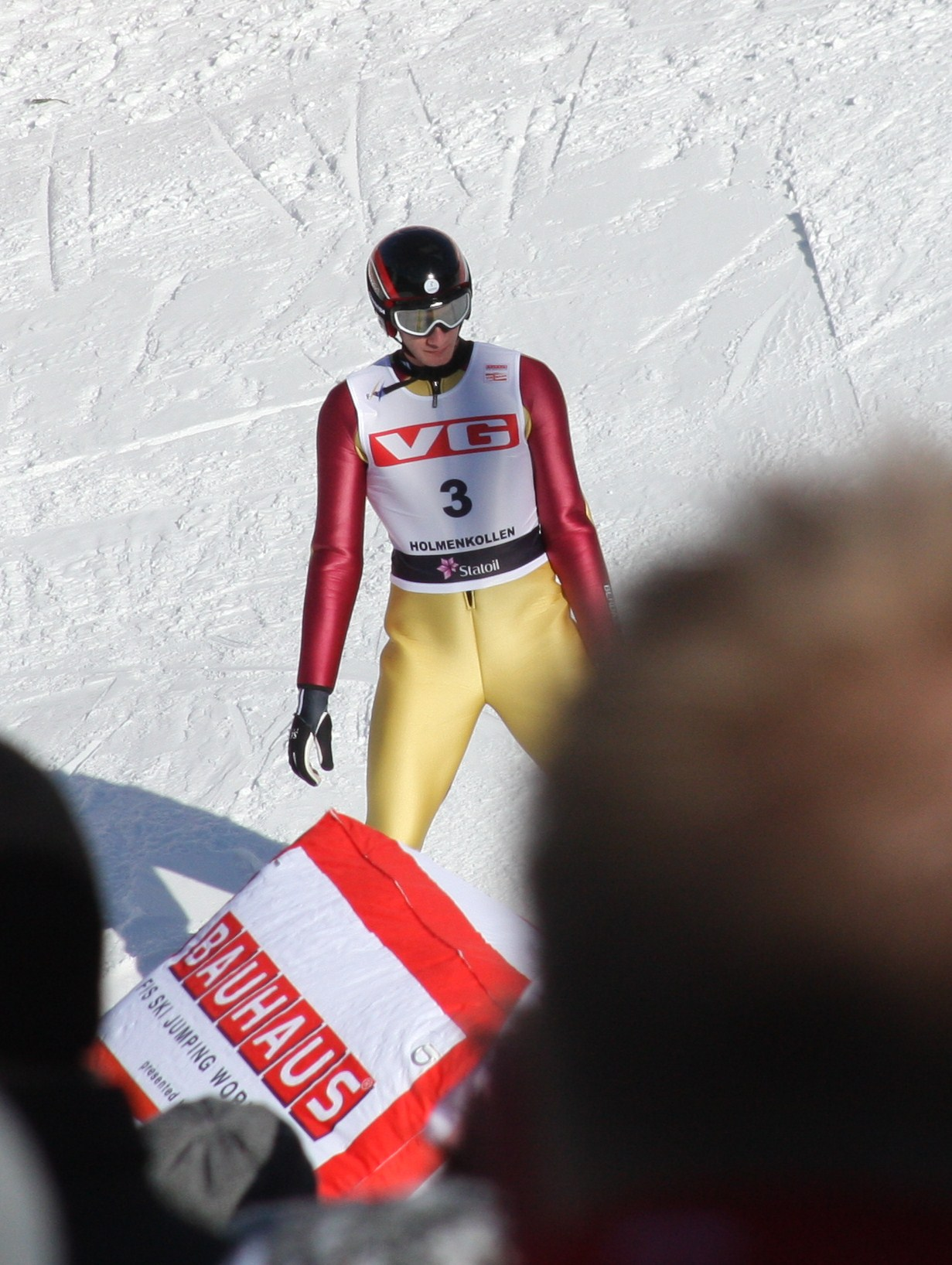
Tomáš Zmoray zwycięzca FIS Cup

## Kalendarz i wyniki
| Lp.                                                             | Data                                                            | Miejscowość                                                     | HS                                                              | Uwagi                                                           | 1. miejsce             | 2. miejsce                    | 3. miejsce            |
| --------------------------------------------------------------- | --------------------------------------------------------------- | --------------------------------------------------------------- | --------------------------------------------------------------- | --------------------------------------------------------------- | ---------------------- | ----------------------------- | --------------------- |
| 1.                                                              | 17 lipca 2010                                                   | Villach                                                         | HS-98                                                           | –                                                               | Lukas Müller           | Markus Eggenhofer             | Thomas Diethart       |
| 2.                                                              | 18 lipca 2010                                                   | Villach                                                         | HS-98                                                           | –                                                               | Lukas Müller           | Čestmír Kožíšek               | Stefan Hayböck        |
| 3.                                                              | 24 lipca 2010                                                   | Szczyrbskie Jezioro                                             | HS-100                                                          | –                                                               | Tomáš Zmoray           | Ilmir Chazietdinow            | Mackenzie Boyd-Clowes |
| 4.                                                              | 25 lipca 2010                                                   | Szczyrbskie Jezioro                                             | HS-100                                                          | –                                                               | Mackenzie Boyd-Clowes  | Ilmir Chazietdinow            | Tomáš Zmoray          |
| 5.                                                              | 28 sierpnia 2010                                                | Örnsköldsvik                                                    | HS-100                                                          | –                                                               | Anssi Koivuranta       | Fredrik Balkåsen              | Lauri Asikainen       |
| 6.                                                              | 29 sierpnia 2010                                                | Örnsköldsvik                                                    | HS-100                                                          | –                                                               | Anssi Koivuranta       | Lauri Asikainen               | Carl Nordin           |
| 7.                                                              | 25 września 2010                                                | Falun                                                           | HS-98                                                           | –                                                               | Tord-Markusen Hammer   | Peter Frenette                | Carl Nordin           |
| 8.                                                              | 26 września 2010                                                | Falun                                                           | HS-98                                                           | –                                                               | Peter Frenette         | Fredrik Balkåsen              | Tord-Markusen Hammer  |
| 9.                                                              | 8 października 2010                                             | Einsiedeln                                                      | HS-117                                                          | –                                                               | Adrian Schuler         | Marco Grigoli                 | Tomáš Zmoray          |
| 10.                                                             | 9 października 2010                                             | Einsiedeln                                                      | HS-117                                                          | –                                                               | Marco Grigoli          | Vital Anken                   | Michaił Maksimoczkin  |
| 11.                                                             | 18 grudnia 2010                                                 | Notodden                                                        | HS-100                                                          | –                                                               | Mats Søhagen Berggaard | Bjørn Einar Hagemoen          | Tommy Lianes          |
| 12.                                                             | 19 grudnia 2010                                                 | Notodden                                                        | HS-100                                                          | –                                                               | Mats Søhagen Berggaard | Tommy Lianes                  | Klaus Ovlien Engen    |
| 13.                                                             | 8 stycznia 2011                                                 | Szczyrbskie Jezioro                                             | HS-100                                                          | –                                                               | Tomáš Zmoray           | Maciej Kot                    | Witalij Szumbareć     |
| 14.                                                             | 9 stycznia 2011                                                 | Szczyrbskie Jezioro                                             | HS-100                                                          | –                                                               | Witalij Szumbareć      | Dienis Wiesiełow              | Dawid Kowal           |
| 15.                                                             | 15 stycznia 2011                                                | Szczyrk                                                         | HS-106                                                          | –                                                               | Žiga Mandl             | Tomáš Zmoray                  | Pius Paschke          |
| 16.                                                             | 16 stycznia 2011                                                | Szczyrk                                                         | HS-106                                                          | –                                                               | Martin Cikl            | Ondřej Vaculík                | Jan Ziobro            |
| 17.                                                             | 5 lutego 2011                                                   | Kranj                                                           | HS-109                                                          | –                                                               | Johannes Obermayr      | Björn Koch                    | Nejc Dežman           |
| 18.                                                             | 6 lutego 2011                                                   | Kranj                                                           | HS-109                                                          | –                                                               | Matej Dobovšek         | Björn Koch                    | Rok Justin            |
| 19.                                                             | 19 lutego 2011                                                  | Ramsau                                                          | HS-98                                                           | –                                                               | Björn Koch             | Lukas Müller                  | David Winkler         |
| 20.                                                             | 20 lutego 2011                                                  | Ramsau                                                          | HS-98                                                           | –                                                               | Markus Schiffner       | Björn Koch                    | Stefan Hayböck        |
| 21.                                                             | 26 lutego 2011                                                  | Ruhpolding                                                      | HS-128                                                          | –                                                               | Daniel Wenig           | Tobias Bogner                 | Thomas Lackner        |
| 22.                                                             | 27 lutego 2011                                                  | Ruhpolding                                                      | HS-128                                                          | –                                                               | David Unterberger      | Andreas Strolz                | Žiga Mandl            |
| 23.                                                             | 9 marca 2011                                                    | Zaō                                                             | HS-100                                                          | –                                                               | Junshirō Kobayashi     | Kazuyoshi Funaki Yūhei Sasaki | —                     |
| 24.                                                             | 10 marca 2011                                                   | Zaō                                                             | HS-100                                                          | –                                                               | Junshirō Kobayashi     | Akira Higashi                 | Kazuyoshi Funaki      |
| FIS Cup w skokach narciarskich 2010/2011 – klasyfikacja końcowa | FIS Cup w skokach narciarskich 2010/2011 – klasyfikacja końcowa | FIS Cup w skokach narciarskich 2010/2011 – klasyfikacja końcowa | FIS Cup w skokach narciarskich 2010/2011 – klasyfikacja końcowa | FIS Cup w skokach narciarskich 2010/2011 – klasyfikacja końcowa | Tomáš Zmoray           | Lukas Müller                  | Ilmir Chazietdinow    |

## Statystyki indywidualne
| Zawodnik | Villach 17.07 | Villach 18.07 | Szczyrbskie Jezioro 24.07 | Szczyrbskie Jezioro 25.07 | Örnsköldsvik 28.08 | Örnsköldsvik 29.08 | Falun 25.09 | Falun 26.09 | Einsiedeln 08.10 | Einsiedeln 09.10 | Notodden 18.12 | Notodden 19.12 | Szczyrbskie Jezioro 08.01 | Szczyrbskie Jezioro 09.01 | Szczyrk 15.01 | Szczyrk 16.01 | Kranj 05.02 | Kranj 06.02 | Ramsau 19.02 | Ramsau 20.02 | Ruhpolding 26.02 | Ruhpolding 27.02 | Zaō 09.03 | Zaō 10.03 |
| Austria | Austria       | Austria       | Austria                   | Austria                   | Austria            | Austria            | Austria     | Austria     | Austria          | Austria          | Austria        | Austria        | Austria                   | Austria                   | Austria       | Austria       | Austria     | Austria     | Austria      | Austria      | Austria          | Austria          | Austria   | Austria   |
| --- | ------------- | ------------- | ------------------------- | ------------------------- | ------------------ | ------------------ | ----------- | ----------- | ---------------- | ---------------- | -------------- | -------------- | ------------------------- | ------------------------- | ------------- | ------------- | ----------- | ----------- | ------------ | ------------ | ---------------- | ---------------- | --------- | --------- |
| Marco Aberger | 51            | 30            | –                         | –                         | –                  | –                  | –           | –           | –                | –                | –              | –              | –                         | –                         | –             | –             | –           | –           | –            | –            | –                | –                | –         | –         |
| Clemens Aigner | 24            | 12            | –                         | –                         | –                  | –                  | –           | –           | –                | –                | –              | –              | –                         | –                         | –             | –             | –           | –           | 17           | 14           | –                | –                | –         | –         |
| Florian Altenburger | 33            | dns           | –                         | –                         | –                  | –                  | –           | –           | –                | –                | –              | –              | –                         | –                         | –             | –             | –           | –           | 14           | 22           | –                | –                | 20        | 23        |
| Philipp Aschenwald | –             | –             | –                         | –                         | –                  | –                  | –           | –           | –                | –                | –              | –              | –                         | –                         | –             | –             | –           | –           | 36           | 55           | –                | –                | –         | –         |
| David Danler-Swat | –             | –             | –                         | –                         | –                  | –                  | –           | –           | –                | –                | –              | –              | –                         | –                         | –             | –             | –           | –           | 33           | 35           | –                | –                | –         | –         |
| Thomas Diethart | 3             | 6             | –                         | –                         | –                  | –                  | –           | –           | –                | –                | –              | –              | –                         | –                         | –             | –             | –           | –           | 10           | 8            | 16               | 12               | –         | –         |
| Lukas Dilitz | 47            | 19            | –                         | –                         | –                  | –                  | –           | –           | –                | –                | –              | –              | –                         | –                         | –             | –             | –           | –           | 20           | 30           | –                | –                | –         | –         |
| Markus Eggenhofer | 2             | 5             | –                         | –                         | –                  | –                  | –           | –           | –                | –                | –              | –              | –                         | –                         | –             | –             | –           | –           | –            | –            | –                | –                | –         | –         |
| David Fallmann | –             | 23            | –                         | –                         | –                  | –                  | –           | –           | –                | –                | –              | –              | –                         | –                         | –             | –             | –           | –           | 18           | 19           | –                | –                | –         | –         |
| Kevin Göschl | –             | –             | –                         | –                         | –                  | –                  | –           | –           | –                | –                | –              | –              | –                         | –                         | –             | –             | –           | –           | 36           | 35           | –                | –                | –         | –         |
| Stefan Hayböck | 10            | 3             | –                         | –                         | –                  | –                  | –           | –           | –                | –                | –              | –              | –                         | –                         | –             | –             | –           | –           | 8            | 3            | 7                | 5                | –         | –         |
| Francesco Hollaus | –             | –             | –                         | –                         | –                  | –                  | –           | –           | –                | –                | –              | –              | –                         | –                         | –             | –             | –           | –           | 15           | 39           | –                | –                | –         | –         |
| Daniel Huber | –             | –             | –                         | –                         | –                  | –                  | –           | –           | –                | –                | –              | –              | –                         | –                         | –             | –             | 5           | 9           | –            | –            | –                | –                | –         | –         |
| Mario Innauer | –             | 15            | –                         | –                         | –                  | –                  | –           | –           | –                | –                | –              | –              | –                         | –                         | –             | –             | –           | –           | –            | –            | –                | –                | –         | –         |
| Thomas Juffinger | 37            | 25            | –                         | –                         | –                  | –                  | –           | –           | –                | –                | –              | –              | –                         | –                         | –             | –             | –           | –           | –            | –            | –                | –                | –         | –         |
| Björn Koch | –             | –             | –                         | –                         | –                  | –                  | –           | –           | –                | –                | –              | –              | –                         | –                         | –             | –             | 2           | 2           | 1            | 2            | –                | –                | –         | –         |
| Rupert Kogler | 45            | 42            | –                         | –                         | –                  | –                  | –           | –           | –                | –                | –              | –              | –                         | –                         | –             | –             | –           | –           | –            | –            | –                | –                | –         | –         |
| Daniel Lackner | –             | –             | –                         | –                         | –                  | –                  | –           | –           | –                | –                | –              | –              | –                         | –                         | –             | –             | –           | –           | 27           | 13           | 26               | 11               | –         | –         |
| Thomas Lackner | –             | –             | –                         | –                         | –                  | –                  | –           | –           | –                | –                | –              | –              | –                         | –                         | –             | –             | –           | –           | –            | –            | 3                | 9                | –         | –         |
| Lukas Müller | 1             | 1             | –                         | –                         | –                  | –                  | –           | –           | –                | –                | –              | –              | –                         | –                         | –             | –             | 14          | 13          | 2            | 4            | 10               | 25               | –         | –         |
| Johannes Obermayr | 16            | 9             | –                         | –                         | –                  | –                  | –           | –           | –                | –                | –              | –              | –                         | –                         | –             | –             | 1           | 4           | 6            | 8            | 31               | 39               | –         | –         |
| Thomas Ortner | 19            | 35            | –                         | –                         | –                  | –                  | –           | –           | –                | –                | –              | –              | –                         | –                         | –             | –             | –           | –           | 55           | 43           | –                | –                | –         | –         |
| Arthur Pauli | 11            | 11            | –                         | –                         | –                  | –                  | –           | –           | –                | –                | –              | –              | –                         | –                         | –             | –             | –           | –           | –            | –            | –                | –                | –         | –         |
| Manuel Poppinger | 13            | 16            | –                         | –                         | –                  | –                  | –           | –           | –                | –                | –              | –              | –                         | –                         | –             | –             | –           | –           | –            | –            | –                | –                | –         | –         |
| Christian Reiter | –             | –             | –                         | –                         | –                  | –                  | –           | –           | –                | –                | –              | –              | –                         | –                         | –             | –             | 4           | 7           | –            | –            | –                | –                | –         | –         |
| Florian Schabereiter | –             | –             | –                         | –                         | –                  | –                  | –           | –           | –                | –                | –              | –              | –                         | –                         | –             | –             | 6           | dns         | 55           | 15           | –                | –                | –         | –         |
| Markus Schiffner | 7             | 7             | –                         | –                         | –                  | –                  | –           | –           | –                | –                | –              | –              | –                         | –                         | –             | –             | –           | –           | 5            | 1            | 6                | 6                | –         | –         |
| Christoph Stauder | –             | –             | –                         | –                         | –                  | –                  | –           | –           | –                | –                | –              | –              | –                         | –                         | –             | –             | –           | –           | 29           | 25           | 12               | 21               | –         | –         |
| Patrick Streitler | –             | –             | –                         | –                         | –                  | –                  | –           | –           | –                | –                | –              | –              | –                         | –                         | –             | –             | –           | –           | 43           | 61           | –                | –                | –         | –         |
| Andreas Strolz | –             | –             | –                         | –                         | –                  | –                  | –           | –           | –                | –                | –              | –              | –                         | –                         | –             | –             | –           | –           | –            | –            | 21               | 2                | –         | –         |
| Stefan Thurnbichler | 5             | 4             | –                         | –                         | –                  | –                  | –           | –           | –                | –                | –              | –              | –                         | –                         | –             | –             | –           | –           | –            | –            | –                | –                | –         | –         |
| Thomas Thurnbichler | 15            | 9             | –                         | –                         | –                  | –                  | –           | –           | –                | –                | –              | –              | –                         | –                         | –             | –             | –           | –           | –            | –            | –                | –                | –         | –         |
| Mathias Troy | –             | –             | –                         | –                         | –                  | –                  | –           | –           | –                | –                | –              | –              | –                         | –                         | –             | –             | –           | –           | 32           | 53           | –                | –                | –         | –         |
| David Unterberger | –             | –             | –                         | –                         | –                  | –                  | –           | –           | –                | –                | –              | –              | –                         | –                         | –             | –             | –           | –           | –            | –            | 8                | 1                | –         | –         |
| Nils Vettori | –             | –             | –                         | –                         | –                  | –                  | –           | –           | –                | –                | –              | –              | –                         | –                         | –             | –             | 30          | –           | –            | –            | –                | –                | –         | –         |
| Białoruś |               |               |                           |                           |                    |                    |             |             |                  |                  |                |                |                           |                           |               |               |             |             |              |              |                  |                  |           |           |
| Alaksiej Bałdzin | –             | –             | 33                        | 38                        | –                  | –                  | –           | –           | –                | –                | –              | –              | –                         | –                         | –             | –             | –           | –           | –            | –            | –                | –                | –         | –         |
| Alaksiej Murawicki | –             | –             | 37                        | 18                        | –                  | –                  | –           | –           | –                | –                | –              | –              | –                         | –                         | –             | –             | –           | –           | –            | –            | –                | –                | –         | –         |
| Jauhien Myckaniuk | –             | –             | 45                        | 46                        | –                  | –                  | –           | –           | –                | –                | –              | –              | –                         | –                         | –             | –             | –           | –           | –            | –            | –                | –                | –         | –         |
| Bułgaria |               |               |                           |                           |                    |                    |             |             |                  |                  |                |                |                           |                           |               |               |             |             |              |              |                  |                  |           |           |
| Bogomił Pawłow | dns           | dns           | –                         | –                         | –                  | –                  | –           | –           | –                | –                | –              | –              | 13                        | 13                        | –             | –             | –           | –           | –            | –            | –                | –                | –         | –         |
| Dejan Funtarow | 29            | 48            | –                         | –                         | –                  | –                  | –           | –           | –                | –                | –              | –              | 36                        | 44                        | –             | –             | –           | –           | –            | –            | –                | –                | –         | –         |
| Danieł Simow | –             | –             | –                         | –                         | –                  | –                  | –           | –           | –                | –                | –              | –              | 56                        | 55                        | –             | –             | –           | –           | –            | –            | –                | –                | –         | –         |
| Władimir Zografski | dns           | dns           | –                         | –                         | –                  | –                  | –           | –           | –                | –                | –              | –              | –                         | –                         | –             | –             | –           | –           | –            | –            | –                | –                | –         | –         |
| Chorwacja |               |               |                           |                           |                    |                    |             |             |                  |                  |                |                |                           |                           |               |               |             |             |              |              |                  |                  |           |           |
| Urban Zamernik | 25            | 31            | –                         | –                         | –                  | –                  | –           | –           | –                | –                | –              | –              | –                         | –                         | –             | –             | –           | –           | 60           | 58           | –                | –                | –         | –         |
| Czechy |               |               |                           |                           |                    |                    |             |             |                  |                  |                |                |                           |                           |               |               |             |             |              |              |                  |                  |           |           |
| Hubert Bláha | –             | –             | –                         | –                         | –                  | –                  | –           | –           | –                | –                | –              | –              | –                         | –                         | 48            | 60            | –           | –           | 45           | 51           | 49               | 45               | –         | –         |
| Martin Cikl | –             | –             | –                         | –                         | –                  | –                  | –           | –           | –                | –                | –              | –              | –                         | –                         | 12            | 1             | –           | –           | –            | –            | –                | –                | –         | –         |
| Jakub Dědek | –             | –             | –                         | –                         | –                  | –                  | –           | –           | –                | –                | –              | –              | 40                        | 34                        | –             | –             | –           | –           | –            | –            | –                | –                | –         | –         |
| Pavel Farkaš | 31            | 46            | –                         | –                         | –                  | –                  | –           | –           | –                | –                | –              | –              | 16                        | 20                        | 8             | 19            | –           | –           | 49           | 49           | –                | –                | –         | –         |
| Tomáš Friedrich | –             | –             | 16                        | 24                        | –                  | –                  | –           | –           | –                | –                | –              | –              | 29                        | 25                        | 38            | 45            | –           | –           | 53           | 54           | –                | –                | –         | –         |
| Vít Háček | –             | –             | 25                        | 29                        | –                  | –                  | –           | –           | –                | –                | –              | –              | 31                        | 36                        | –             | –             | –           | –           | –            | –            | –                | –                | –         | –         |
| Miloš Kadlec | 42            | 29            | 18                        | 4                         | –                  | –                  | –           | –           | –                | –                | –              | –              | 10                        | 12                        | 13            | 15            | –           | –           | –            | –            | 31               | 28               | –         | –         |
| Čestmír Kožíšek | 12            | 2             | –                         | –                         | –                  | –                  | –           | –           | –                | –                | –              | –              | –                         | –                         | 54            | 19            | –           | –           | –            | –            | –                | –                | –         | –         |
| Robert Kubáň | 48            | 50            | 21                        | 5                         | –                  | –                  | –           | –           | –                | –                | –              | –              | –                         | –                         | 8             | 11            | –           | –           | –            | –            | 25               | 36               | –         | –         |
| Jiří Mazoch | –             | –             | –                         | –                         | –                  | –                  | –           | –           | –                | –                | –              | –              | –                         | –                         | –             | –             | –           | –           | dsq          | 27           | 19               | 13               | –         | –         |
| David Ripper | –             | –             | –                         | –                         | –                  | –                  | –           | –           | –                | –                | –              | –              | –                         | –                         | 65            | 67            | –           | –           | –            | –            | –                | –                | –         | –         |
| Vojtěch Štursa | 41            | 28            | 15                        | 6                         | –                  | –                  | –           | –           | –                | –                | –              | –              | 27                        | 38                        | 71            | 58            | –           | –           | –            | –            | 52               | 55               | –         | –         |
| Ondřej Vaculík | 9             | 12            | –                         | –                         | –                  | –                  | –           | –           | –                | –                | –              | –              | –                         | –                         | 5             | 2             | –           | –           | –            | –            | –                | –                | –         | –         |
| Estonia |               |               |                           |                           |                    |                    |             |             |                  |                  |                |                |                           |                           |               |               |             |             |              |              |                  |                  |           |           |
| Rauno Loit | –             | –             | –                         | –                         | 27                 | 22                 | –           | –           | –                | –                | –              | –              | –                         | –                         | –             | –             | –           | –           | –            | –            | –                | –                | –         | –         |
| Martti Nõmme | –             | –             | –                         | –                         | 22                 | 9                  | –           | –           | –                | –                | –              | –              | –                         | –                         | –             | –             | –           | –           | –            | –            | –                | –                | –         | –         |
| Mats Piho | –             | –             | –                         | –                         | 19                 | 18                 | –           | –           | –                | –                | –              | –              | –                         | –                         | –             | –             | –           | –           | –            | –            | –                | –                | –         | –         |
| Finlandia |               |               |                           |                           |                    |                    |             |             |                  |                  |                |                |                           |                           |               |               |             |             |              |              |                  |                  |           |           |
| Lauri Asikainen | –             | –             | –                         | –                         | 3                  | 2                  | –           | –           | –                | –                | –              | –              | –                         | –                         | –             | –             | –           | –           | –            | –            | –                | –                | –         | –         |
| Sami Heiskanen | –             | –             | –                         | –                         | 7                  | 6                  | –           | –           | –                | –                | –              | –              | –                         | –                         | –             | –             | –           | –           | –            | –            | –                | –                | –         | –         |
| Harri Hintsala | –             | –             | –                         | –                         | 17                 | 26                 | –           | –           | –                | –                | –              | –              | –                         | –                         | –             | –             | –           | –           | –            | –            | –                | –                | –         | –         |
| Jussi Kärkkäinen | –             | –             | –                         | –                         | 25                 | 25                 | –           | –           | 42               | 46               | –              | –              | –                         | –                         | –             | –             | –           | –           | –            | –            | –                | –                | –         | –         |
| Sebastian Klinga | –             | –             | –                         | –                         | 23                 | 26                 | 6           | 14          | –                | –                | 21             | 17             | –                         | –                         | –             | –             | –           | –           | –            | –            | –                | –                | –         | –         |
| Anssi Koivuranta | –             | –             | –                         | –                         | 1                  | 1                  | –           | –           | –                | –                | –              | –              | –                         | –                         | –             | –             | –           | –           | –            | –            | –                | –                | –         | –         |
| Jere Kykkänen | –             | –             | –                         | –                         | –                  | –                  | 20          | 12          | –                | –                | 23             | 20             | –                         | –                         | –             | –             | –           | –           | –            | –            | –                | –                | –         | –         |
| Antti Määttä | –             | –             | –                         | –                         | 6                  | 19                 | –           | –           | –                | –                | 8              | 5              | –                         | –                         | –             | –             | –           | –           | –            | –            | –                | –                | –         | –         |
| Janne Nordman | –             | –             | –                         | –                         | –                  | –                  | 23          | 16          | –                | –                | 11             | 28             | –                         | –                         | –             | –             | –           | –           | –            | –            | –                | –                | –         | –         |
| Anssi Ylipulli | –             | –             | –                         | –                         | 12                 | 21                 | –           | –           | –                | –                | –              | –              | –                         | –                         | –             | –             | –           | –           | –            | –            | –                | –                | –         | –         |
| Miika Ylipulli | –             | –             | –                         | –                         | –                  | –                  | –           | –           | –                | –                | 15             | dsq            | –                         | –                         | –             | –             | –           | –           | –            | –            | –                | –                | –         | –         |
| Francja |               |               |                           |                           |                    |                    |             |             |                  |                  |                |                |                           |                           |               |               |             |             |              |              |                  |                  |           |           |
| Nicolas Gonthier | –             | –             | –                         | –                         | –                  | –                  | –           | –           | 35               | 33               | –              | –              | –                         | –                         | –             | –             | –           | –           | –            | –            | –                | –                | –         | –         |
| Ronan Lamy Chappuis | –             | –             | –                         | –                         | –                  | –                  | –           | –           | 13               | 13               | –              | –              | –                         | –                         | –             | –             | –           | –           | –            | –            | –                | –                | –         | –         |
| Benjamin Raffort | –             | –             | –                         | –                         | –                  | –                  | –           | –           | 31               | 27               | –              | –              | –                         | –                         | –             | –             | –           | –           | –            | –            | –                | –                | –         | –         |
| David Viry | 40            | 36            | –                         | –                         | –                  | –                  | –           | –           | 7                | 7                | –              | –              | –                         | –                         | –             | –             | –           | –           | –            | –            | –                | –                | –         | –         |
| Holandia |               |               |                           |                           |                    |                    |             |             |                  |                  |                |                |                           |                           |               |               |             |             |              |              |                  |                  |           |           |
| Lars Antonissen | –             | –             | 44                        | 47                        | –                  | –                  | –           | –           | 52               | 52               | 29             | 26             | 43                        | 37                        | –             | –             | –           | –           | 64           | dns          | –                | –                | –         | –         |
| Rico de Jong | –             | –             | 47                        | 48                        | –                  | –                  | –           | –           | 54               | dns              | –              | –              | 54                        | 52                        | –             | –             | –           | –           | –            | –            | –                | –                | –         | –         |
| Ruben de Wit | –             | –             | –                         | –                         | –                  | –                  | –           | –           | –                | –                | 34             | 32             | 32                        | 38                        | –             | –             | –           | –           | 36           | 48           | 38               | 51               | –         | –         |
| Oldrik van der Aalst | –             | –             | 7                         | 6                         | 20                 | 13                 | –           | –           | –                | –                | –              | –              | 27                        | 43                        | –             | –             | –           | –           | dns          | dns          | 50               | 49               | –         | –         |
| Japonia |               |               |                           |                           |                    |                    |             |             |                  |                  |                |                |                           |                           |               |               |             |             |              |              |                  |                  |           |           |
| Kazuyoshi Funaki | –             | –             | –                         | –                         | –                  | –                  | –           | –           | –                | –                | –              | –              | –                         | –                         | –             | –             | –           | –           | –            | –            | –                | –                | 2         | 3         |
| Akira Higashi | –             | –             | –                         | –                         | –                  | –                  | –           | –           | –                | –                | –              | –              | –                         | –                         | –             | –             | –           | –           | –            | –            | –                | –                | 15        | 2         |
| Shūsaku Hosoyama | –             | –             | –                         | –                         | –                  | –                  | –           | –           | –                | –                | –              | –              | –                         | –                         | –             | –             | –           | –           | –            | –            | –                | –                | 7         | 10        |
| Kenshirō Itō | –             | –             | –                         | –                         | –                  | –                  | –           | –           | –                | –                | –              | –              | –                         | –                         | –             | –             | –           | –           | –            | –            | –                | –                | 5         | 11        |
| Junshirō Kobayashi | –             | –             | –                         | –                         | –                  | –                  | –           | –           | –                | –                | –              | –              | –                         | –                         | –             | –             | –           | –           | –            | –            | –                | –                | 1         | 1         |
| Takanobu Okabe | –             | –             | –                         | –                         | –                  | –                  | –           | –           | –                | –                | –              | –              | –                         | –                         | –             | –             | –           | –           | –            | –            | –                | –                | 5         | 5         |
| Yukio Sakano | –             | –             | –                         | –                         | –                  | –                  | –           | –           | –                | –                | –              | –              | –                         | –                         | –             | –             | –           | –           | –            | –            | –                | –                | 8         | 7         |
| Kento Sakuyama | –             | –             | –                         | –                         | –                  | –                  | –           | –           | –                | –                | –              | –              | –                         | –                         | –             | –             | –           | –           | –            | –            | –                | –                | 11        | 13        |
| Yūhei Sasaki | –             | –             | –                         | –                         | –                  | –                  | –           | –           | –                | –                | –              | –              | –                         | –                         | –             | –             | –           | –           | –            | –            | –                | –                | 2         | 12        |
| Masaki Satō | –             | –             | –                         | –                         | –                  | –                  | –           | –           | –                | –                | –              | –              | –                         | –                         | –             | –             | –           | –           | –            | –            | –                | –                | 24        | dns       |
| Yukiya Satō | –             | –             | –                         | –                         | –                  | –                  | –           | –           | –                | –                | –              | –              | –                         | –                         | –             | –             | –           | –           | –            | –            | –                | –                | 17        | 6         |
| Yū Segawa | –             | –             | –                         | –                         | –                  | –                  | –           | –           | –                | –                | –              | –              | –                         | –                         | –             | –             | –           | –           | –            | –            | –                | –                | 22        | 22        |
| Shō Suzuki | –             | –             | –                         | –                         | –                  | –                  | –           | –           | –                | –                | –              | –              | –                         | –                         | –             | –             | –           | –           | –            | –            | –                | –                | 23        | 18        |
| Kanta Takanashi | –             | –             | –                         | –                         | –                  | –                  | –           | –           | –                | –                | –              | –              | –                         | –                         | –             | –             | –           | –           | –            | –            | –                | –                | 16        | 19        |
| Tarō Takayanagi | –             | –             | –                         | –                         | –                  | –                  | –           | –           | –                | –                | –              | –              | –                         | –                         | –             | –             | –           | –           | –            | –            | –                | –                | 13        | 9         |
| Kenta Takehana | –             | –             | –                         | –                         | –                  | –                  | –           | –           | –                | –                | –              | –              | –                         | –                         | –             | –             | –           | –           | –            | –            | –                | –                | 12        | 14        |
| Keita Umezaki | –             | –             | –                         | –                         | –                  | –                  | –           | –           | –                | –                | –              | –              | –                         | –                         | –             | –             | –           | –           | –            | –            | –                | –                | 14        | 14        |
| Tomoya Watanabe | –             | –             | –                         | –                         | –                  | –                  | –           | –           | –                | –                | –              | –              | –                         | –                         | –             | –             | –           | –           | –            | –            | –                | –                | 21        | 21        |
| Yūta Watase | –             | –             | –                         | –                         | –                  | –                  | –           | –           | –                | –                | –              | –              | –                         | –                         | –             | –             | –           | –           | –            | –            | –                | –                | 9         | 16        |
| Hiroki Yamada | –             | –             | –                         | –                         | –                  | –                  | –           | –           | –                | –                | –              | –              | –                         | –                         | –             | –             | –           | –           | –            | –            | –                | –                | 18        | 4         |
| Kanada |               |               |                           |                           |                    |                    |             |             |                  |                  |                |                |                           |                           |               |               |             |             |              |              |                  |                  |           |           |
| Mackenzie Boyd-Clowes | 4             | 18            | 3                         | 1                         | –                  | –                  | –           | –           | –                | –                | –              | –              | –                         | –                         | –             | –             | –           | –           | –            | –            | –                | –                | –         | –         |
| Yukon De Leeuw | 28            | 45            | 10                        | 34                        | –                  | –                  | –           | –           | –                | –                | –              | –              | –                         | –                         | –             | –             | –           | –           | –            | –            | –                | –                | –         | –         |
| Dusty Korek | –             | –             | –                         | –                         | –                  | –                  | –           | –           | 47               | 45               | –              | –              | –                         | –                         | –             | –             | –           | –           | –            | –            | –                | –                | –         | –         |
| Nathaniel Mah | –             | –             | –                         | –                         | –                  | –                  | –           | –           | 51               | 48               | –              | –              | –                         | –                         | –             | –             | –           | –           | –            | –            | –                | –                | –         | –         |
| Eric Mitchell | dsq           | 24            | 5                         | 9                         | –                  | –                  | –           | –           | –                | –                | –              | –              | –                         | –                         | –             | –             | –           | –           | –            | –            | –                | –                | –         | –         |
| Kazachstan |               |               |                           |                           |                    |                    |             |             |                  |                  |                |                |                           |                           |               |               |             |             |              |              |                  |                  |           |           |
| Asymżan Chaszyrow | 49            | dsq           | 41                        | 28                        | –                  | –                  | –           | –           | –                | –                | –              | –              | –                         | –                         | –             | –             | –           | –           | –            | –            | –                | –                | –         | –         |
| Czingiz Kałykow | 53            | 58            | 46                        | 45                        | –                  | –                  | –           | –           | –                | –                | 37             | 34             | –                         | –                         | –             | –             | –           | –           | –            | –            | –                | –                | –         | –         |
| Abyłaj Kapiezbajew | –             | –             | –                         | –                         | 31                 | 31                 | –           | –           | –                | –                | 33             | 33             | –                         | –                         | –             | –             | –           | –           | –            | –            | –                | –                | –         | –         |
| Anton Kankiekow | –             | –             | –                         | –                         | –                  | –                  | –           | –           | –                | –                | 30             | 27             | –                         | –                         | –             | –             | –           | –           | 59           | 56           | 57               | 57               | –         | –         |
| Roman Kuriawski | 54            | 55            | 28                        | 30                        | 15                 | 20                 | –           | –           | dsq              | 34               | 25             | 24             | –                         | –                         | –             | –             | –           | –           | 66           | 52           | –                | dns              | –         | –         |
| Sabirżan Muminow | 52            | 53            | 51                        | 35                        | 29                 | 29                 | –           | –           | –                | –                | 32             | dns            | –                         | –                         | –             | –             | –           | –           | 58           | 63           | 53               | 56               | –         | –         |
| Czingiz Nabijew | –             | –             | –                         | –                         | –                  | –                  | –           | –           | –                | –                | dns            | dns            | –                         | –                         | –             | –             | –           | –           | –            | –            | –                | –                | –         | –         |
| Aleksiej Pczelincew | 44            | 47            | 26                        | 27                        | 24                 | 16                 | –           | –           | 32               | 37               | 27             | 14             | –                         | –                         | –             | –             | –           | –           | 35           | 28           | 45               | 42               | –         | –         |
| Giennadij Siemionow | –             | –             | –                         | –                         | –                  | –                  | –           | –           | –                | –                | 38             | 35             | –                         | –                         | –             | –             | –           | –           | –            | –            | –                | –                | –         | –         |
| Konstantin Sokolenko | –             | –             | –                         | –                         | 4                  | 12                 | –           | –           | –                | –                | –              | –              | –                         | –                         | –             | –             | –           | –           | 25           | 56           | 51               | 40               | –         | –         |
| Jegor Swiridow | 58            | 58            | 48                        | 44                        | 32                 | 33                 | –           | –           | –                | –                | –              | –              | –                         | –                         | –             | –             | –           | –           | 63           | 65           | –                | –                | –         | –         |
| Marat Żaparow | –             | –             | –                         | –                         | 26                 | 24                 | –           | –           | dsq              | 36               | 25             | 24             | –                         | –                         | –             | –             | –           | –           | 47           | 60           | 46               | 58               | –         | –         |
| Korea Południowa |               |               |                           |                           |                    |                    |             |             |                  |                  |                |                |                           |                           |               |               |             |             |              |              |                  |                  |           |           |
| Park Je-un | –             | –             | –                         | –                         | –                  | –                  | –           | –           | –                | –                | 31             | 30             | –                         | –                         | –             | –             | –           | –           | –            | –            | –                | –                | –         | –         |
| Niemcy |               |               |                           |                           |                    |                    |             |             |                  |                  |                |                |                           |                           |               |               |             |             |              |              |                  |                  |           |           |
| Daniel Althaus | –             | –             | –                         | –                         | –                  | –                  | –           | –           | –                | –                | –              | –              | –                         | –                         | –             | –             | –           | –           | –            | –            | 14               | 10               | –         | –         |
| Tobias Bogner | –             | –             | –                         | –                         | –                  | –                  | –           | –           | –                | –                | –              | –              | –                         | –                         | –             | –             | –           | –           | 23           | 22           | 2                | 27               | –         | –         |
| Wolfgang Bösl | –             | –             | –                         | –                         | –                  | –                  | –           | –           | –                | –                | –              | –              | –                         | –                         | –             | –             | –           | –           | –            | –            | –                | 17               | –         | –         |
| Michael Dreher | –             | –             | –                         | –                         | –                  | –                  | –           | –           | –                | –                | –              | –              | –                         | –                         | –             | –             | –           | –           | –            | –            | 17               | 20               | –         | –         |
| Jonas Faller | –             | –             | –                         | –                         | –                  | –                  | –           | –           | 29               | 32               | –              | –              | –                         | –                         | 28            | 50            | –           | –           | –            | –            | –                | –                | –         | –         |
| Nico Faller | –             | –             | –                         | –                         | –                  | –                  | –           | –           | 19               | 30               | –              | –              | –                         | –                         | 4             | 25            | –           | –           | –            | –            | –                | –                | –         | –         |
| Christian Fendt | 26            | 17            | –                         | –                         | –                  | –                  | –           | –           | 27               | 25               | –              | –              | –                         | –                         | –             | –             | –           | –           | –            | –            | –                | –                | –         | –         |
| Daniel Fudel | –             | –             | –                         | –                         | –                  | –                  | –           | –           | –                | –                | –              | –              | –                         | –                         | –             | –             | –           | –           | –            | –            | 35               | 47               | –         | –         |
| Marc Ganserer | –             | –             | –                         | –                         | –                  | –                  | –           | –           | –                | –                | –              | –              | –                         | –                         | –             | –             | –           | –           | –            | –            | 29               | 33               | –         | –         |
| Karl Geiger | –             | –             | –                         | –                         | –                  | –                  | –           | –           | –                | –                | –              | –              | –                         | –                         | –             | –             | –           | –           | –            | –            | 48               | 54               | –         | –         |
| Christian Heim | 43            | 40            | –                         | –                         | –                  | –                  | –           | –           | –                | –                | –              | –              | –                         | –                         | –             | –             | –           | –           | –            | –            | dsq              | –                | –         | –         |
| Nico Hermann | 14            | 21            | –                         | –                         | –                  | –                  | –           | –           | 20               | 14               | –              | –              | –                         | –                         | 23            | 29            | –           | –           | 18           | 35           | 28               | 48               | –         | –         |
| Kevin Horlacher | –             | –             | –                         | –                         | –                  | –                  | –           | –           | –                | –                | –              | –              | –                         | –                         | –             | –             | –           | –           | –            | –            | 9                | 19               | –         | –         |
| Florian Horst | –             | –             | –                         | –                         | –                  | –                  | –           | –           | –                | –                | –              | –              | –                         | –                         | 7             | 7             | –           | –           | –            | –            | –                | –                | –         | –         |
| Jan Jeske | 20            | 22            | –                         | –                         | –                  | –                  | –           | –           | 28               | 24               | 5              | 9              | –                         | –                         | 20            | 40            | –           | –           | 39           | 32           | –                | –                | –         | –         |
| Patrick Kaiser | –             | –             | –                         | –                         | –                  | –                  | –           | –           | 39               | 22               | –              | –              | –                         | –                         | –             | –             | –           | –           | –            | –            | –                | –                | –         | –         |
| Jens Kratzel | –             | –             | –                         | –                         | –                  | –                  | –           | –           | –                | –                | –              | –              | –                         | –                         | 35            | 52            | –           | –           | 26           | 25           | –                | –                | –         | –         |
| Marinus Kraus | –             | –             | –                         | –                         | –                  | –                  | –           | –           | –                | –                | –              | –              | –                         | –                         | –             | –             | –           | –           | –            | –            | 41               | 16               | –         | –         |
| Marc Krauspenhaar | –             | –             | –                         | –                         | –                  | –                  | –           | –           | –                | –                | –              | –              | –                         | –                         | 34            | 18            | –           | –           | 8            | 6            | 27               | 35               | –         | –         |
| Sepp Lechner | –             | –             | –                         | –                         | –                  | –                  | –           | –           | –                | –                | –              | –              | –                         | –                         | –             | –             | –           | –           | 22           | 29           | –                | –                | –         | –         |
| Johannes Löhmann | –             | –             | –                         | –                         | –                  | –                  | –           | –           | –                | –                | –              | –              | –                         | –                         | –             | –             | –           | –           | 49           | 38           | 43               | 50               | –         | –         |
| Tobias Lugert | 36            | 33            | –                         | –                         | –                  | –                  | –           | –           | –                | –                | –              | –              | –                         | –                         | –             | –             | –           | –           | –            | –            | 22               | 41               | –         | –         |
| Julian Musiol | –             | –             | –                         | –                         | –                  | –                  | –           | –           | –                | –                | –              | –              | –                         | –                         | –             | –             | –           | –           | –            | –            | 15               | 4                | –         | –         |
| Pius Paschke | 17            | 27            | –                         | –                         | –                  | –                  | –           | –           | 12               | 8                | –              | –              | –                         | –                         | 3             | 38            | –           | –           | 12           | 16           | 24               | 22               | –         | –         |
| Nico Polichronidis | –             | –             | –                         | –                         | –                  | –                  | –           | –           | –                | –                | –              | –              | –                         | –                         | 33            | 22            | –           | –           | –            | –            | –                | –                | –         | –         |
| Erik Simon | –             | –             | –                         | –                         | –                  | –                  | –           | –           | –                | –                | 11             | 19             | –                         | –                         | –             | –             | –           | –           | –            | –            | –                | –                | –         | –         |
| Robin Tanner | –             | –             | –                         | –                         | –                  | –                  | –           | –           | –                | –                | –              | –              | –                         | –                         | 47            | 46            | –           | –           | –            | –            | 36               | 36               | –         | –         |
| Christian Ulmer | –             | –             | –                         | –                         | –                  | –                  | –           | –           | –                | –                | –              | –              | –                         | –                         | –             | –             | –           | –           | 7            | 5            | 18               | 8                | 4         | 8         |
| Niclas Wangler | –             | –             | –                         | –                         | –                  | –                  | –           | –           | 23               | 16               | –              | –              | –                         | –                         | –             | –             | –           | –           | –            | –            | –                | –                | –         | –         |
| Daniel Weiß | 46            | 30            | –                         | –                         | –                  | –                  | –           | –           | dsq              | 23               | –              | –              | –                         | –                         | –             | –             | –           | –           | –            | –            | 44               | 29               | –         | –         |
| Daniel Wenig | –             | –             | –                         | –                         | –                  | –                  | –           | –           | –                | –                | –              | –              | –                         | –                         | –             | –             | –           | –           | –            | –            | 1                | 7                | –         | –         |
| David Winkler | 8             | 14            | –                         | –                         | –                  | –                  | –           | –           | 6                | 5                | –              | –              | –                         | –                         | –             | –             | –           | –           | 3            | 7            | 11               | 14               | –         | –         |
| Norwegia |               |               |                           |                           |                    |                    |             |             |                  |                  |                |                |                           |                           |               |               |             |             |              |              |                  |                  |           |           |
| Fredrik Aalien | –             | –             | –                         | –                         | 28                 | 28                 | –           | –           | –                | –                | –              | –              | –                         | –                         | –             | –             | –           | –           | –            | –            | –                | –                | –         | –         |
| Mats Søhagen Berggaard | –             | –             | –                         | –                         | 5                  | 5                  | –           | –           | –                | –                | 1              | 1              | –                         | –                         | –             | –             | –           | –           | –            | –            | –                | –                | –         | –         |
| Hans Petter Bergquist | –             | –             | –                         | –                         | –                  | –                  | –           | –           | –                | –                | 18             | 18             | –                         | –                         | –             | –             | –           | –           | –            | –            | –                | –                | –         | –         |
| Klaus Ovlien Engen | –             | –             | –                         | –                         | –                  | –                  | –           | –           | –                | –                | 4              | 3              | –                         | –                         | –             | –             | –           | –           | –            | –            | –                | –                | –         | –         |
| Simen Key Grimsrud | –             | –             | –                         | –                         | –                  | –                  | –           | –           | –                | –                | 6              | 8              | –                         | –                         | –             | –             | –           | –           | –            | –            | –                | –                | –         | –         |
| Ole Fredrik Gyth-Dehli | –             | –             | –                         | –                         | –                  | –                  | –           | –           | –                | –                | 20             | 13             | –                         | –                         | –             | –             | –           | –           | –            | –            | –                | –                | –         | –         |
| Sigmund Hagehaugen | –             | –             | –                         | –                         | 7                  | 8                  | –           | –           | –                | –                | 11             | 6              | –                         | –                         | –             | –             | –           | –           | –            | –            | –                | –                | –         | –         |
| Bjørn Einar Hagemoen | –             | –             | –                         | –                         | –                  | –                  | –           | –           | –                | –                | 2              | 10             | –                         | –                         | –             | –             | –           | –           | –            | –            | –                | –                | –         | –         |
| Tord Markusen Hammer | –             | –             | –                         | –                         | –                  | –                  | 1           | 3           | –                | –                | –              | –              | –                         | –                         | –             | –             | –           | –           | –            | –            | –                | –                | –         | –         |
| Joachim Hauer | –             | –             | –                         | –                         | –                  | –                  | –           | –           | –                | –                | 9              | 4              | –                         | –                         | –             | –             | –           | –           | –            | –            | –                | –                | –         | –         |
| Andreas Myhre Hellerud | –             | –             | –                         | –                         | 11                 | 22                 | –           | –           | –                | –                | 10             | 11             | –                         | –                         | –             | –             | –           | –           | –            | –            | –                | –                | –         | –         |
| Alexander Henningsen | –             | –             | –                         | –                         | –                  | –                  | –           | –           | –                | –                | 28             | 22             | –                         | –                         | –             | –             | –           | –           | –            | –            | –                | –                | –         | –         |
| Marius Johansen | –             | –             | –                         | –                         | –                  | –                  | 11          | 10          | –                | –                | –              | –              | –                         | –                         | –             | –             | –           | –           | –            | –            | –                | –                | –         | –         |
| Robert Johansson | –             | –             | –                         | –                         | –                  | –                  | –           | –           | –                | –                | –              | –              | –                         | –                         | –             | –             | –           | –           | –            | –            | –                | –                | 10        | 17        |
| Martin Kvernberg | –             | –             | –                         | –                         | –                  | –                  | 13          | 22          | –                | –                | –              | –              | –                         | –                         | –             | –             | –           | –           | –            | –            | –                | –                | –         | –         |
| Tommy Lianes | –             | –             | –                         | –                         | 21                 | 15                 | –           | –           | –                | –                | 3              | 2              | –                         | –                         | –             | –             | –           | –           | –            | –            | –                | –                | –         | –         |
| Sondre Myhre | –             | –             | –                         | –                         | –                  | –                  | 21          | 23          | –                | –                | 17             | 23             | –                         | –                         | –             | –             | –           | –           | –            | –            | –                | –                | –         | –         |
| Jonas Schøien Øvregård | –             | –             | –                         | –                         | –                  | –                  | –           | –           | –                | –                | 35             | 29             | –                         | –                         | –             | –             | –           | –           | –            | –            | –                | –                | –         | –         |
| Mathias Ristad | –             | –             | –                         | –                         | –                  | –                  | 15          | 17          | –                | –                | –              | –              | –                         | –                         | –             | –             | –           | –           | –            | –            | –                | –                | –         | –         |
| Espen Røe | –             | –             | –                         | –                         | –                  | –                  | 28          | 27          | –                | –                | –              | –              | –                         | –                         | –             | –             | –           | –           | –            | –            | –                | –                | –         | –         |
| Phillip Sjøen | –             | –             | –                         | –                         | –                  | –                  | –           | –           | –                | –                | 24             | 31             | –                         | –                         | –             | –             | –           | –           | –            | –            | –                | –                | –         | –         |
| Sondre Skeie | –             | –             | –                         | –                         | 18                 | 17                 | –           | –           | –                | –                | –              | –              | –                         | –                         | –             | –             | –           | –           | –            | –            | –                | –                | –         | –         |
| Stian André Skinnes | –             | –             | –                         | –                         | 14                 | 11                 | –           | –           | –                | –                | 16             | 12             | –                         | –                         | –             | –             | –           | –           | –            | –            | –                | –                | –         | –         |
| Anders Stensløkken | –             | –             | –                         | –                         | –                  | –                  | 12          | 21          | –                | –                | –              | –              | –                         | –                         | –             | –             | –           | –           | –            | –            | –                | –                | –         | –         |
| Daniel-André Tande | –             | –             | –                         | –                         | –                  | –                  | –           | –           | –                | –                | 11             | 7              | –                         | –                         | –             | –             | –           | –           | –            | –            | –                | –                | –         | –         |
| Stian Tillung | –             | –             | –                         | –                         | –                  | –                  | 16          | 20          | –                | –                | –              | –              | –                         | –                         | –             | –             | –           | –           | –            | –            | –                | –                | –         | –         |
| Hans Erik Torgersen | –             | –             | –                         | –                         | –                  | –                  | 19          | 29          | –                | –                | –              | –              | –                         | –                         | –             | –             | –           | –           | –            | –            | –                | –                | –         | –         |
| Oddvar Ystgaard | –             | –             | –                         | –                         | –                  | –                  | 31          | 8           | –                | –                | –              | –              | –                         | –                         | –             | –             | –           | –           | –            | –            | –                | –                | –         | –         |
| Polska |               |               |                           |                           |                    |                    |             |             |                  |                  |                |                |                           |                           |               |               |             |             |              |              |                  |                  |           |           |
| Krzysztof Biegun | –             | –             | –                         | –                         | –                  | –                  | –           | –           | –                | –                | –              | –              | 36                        | 30                        | 49            | 31            | –           | –           | –            | –            | –                | –                | –         | –         |
| Stanisław Biela | –             | –             | –                         | –                         | –                  | –                  | –           | –           | –                | –                | –              | –              | –                         | –                         | 20            | 28            | –           | –           | –            | –            | –                | –                | –         | –         |
| Piotr Czyż | –             | –             | –                         | –                         | –                  | –                  | –           | –           | –                | –                | –              | –              | 36                        | 19                        | –             | 33            | –           | –           | –            | –            | –                | –                | –         | –         |
| Patryk Dunajski | –             | –             | –                         | –                         | –                  | –                  | –           | –           | –                | –                | –              | –              | –                         | –                         | –             | 63            | –           | –           | –            | –            | –                | –                | –         | –         |
| Kamil Gałysa | –             | –             | –                         | –                         | –                  | –                  | –           | –           | –                | –                | –              | –              | –                         | –                         | 72            | –             | –           | –           | –            | –            | –                | –                | –         | –         |
| Wojciech Gąsienica-Kotelnicki | –             | –             | –                         | –                         | –                  | –                  | –           | –           | –                | –                | –              | –              | 15                        | 14                        | 15            | 13            | –           | –           | –            | –            | –                | –                | –         | –         |
| Bartosz Gąsienica-Laskowy | –             | –             | –                         | –                         | –                  | –                  | –           | –           | –                | –                | –              | –              | –                         | –                         | 30            | 44            | –           | –           | –            | –            | –                | –                | –         | –         |
| Dawid Kanik | –             | –             | –                         | –                         | –                  | –                  | –           | –           | –                | –                | –              | –              | –                         | 27                        | –             | 23            | –           | –           | –            | –            | –                | –                | –         | –         |
| Mateusz Kojzar | –             | –             | –                         | –                         | –                  | –                  | –           | –           | –                | –                | –              | –              | 20                        | –                         | 30            | 26            | –           | –           | –            | –            | –                | –                | –         | –         |
| Maciej Kot | –             | –             | –                         | –                         | –                  | –                  | –           | –           | –                | –                | –              | –              | 2                         | –                         | –             | –             | –           | –           | –            | –            | –                | –                | –         | –         |
| Dawid Kowal | –             | –             | –                         | –                         | –                  | –                  | –           | –           | –                | –                | –              | –              | 18                        | 3                         | 78            | 14            | –           | –           | –            | –            | –                | –                | –         | –         |
| Artur Kukuła | –             | –             | –                         | –                         | –                  | –                  | –           | –           | –                | –                | –              | –              | –                         | 18                        | –             | 36            | –           | –           | –            | –            | –                | –                | –         | –         |
| Krzysztof Leja | –             | –             | –                         | –                         | –                  | –                  | –           | –           | –                | –                | –              | –              | –                         | –                         | 70            | –             | –           | –           | –            | –            | –                | –                | –         | –         |
| Marcin Miętus | –             | –             | –                         | –                         | –                  | –                  | –           | –           | –                | –                | –              | –              | –                         | –                         | 49            | 66            | –           | –           | –            | –            | –                | –                | –         | –         |
| Piotr Mojżesz | –             | –             | –                         | –                         | –                  | –                  | –           | –           | –                | –                | –              | –              | –                         | –                         | 63            | –             | –           | –           | –            | –            | –                | –                | –         | –         |
| Łukasz Podżorski | –             | –             | –                         | –                         | –                  | –                  | –           | –           | –                | –                | –              | –              | –                         | –                         | 60            | 60            | –           | –           | –            | –            | –                | –                | –         | –         |
| Rafał Polinkiewicz | –             | –             | –                         | –                         | –                  | –                  | –           | –           | –                | –                | –              | –              | 46                        | –                         | 68            | –             | –           | –           | –            | –            | –                | –                | –         | –         |
| Jakub Przybyła | –             | –             | –                         | –                         | –                  | –                  | –           | –           | –                | –                | –              | –              | –                         | –                         | 44            | 54            | –           | –           | –            | –            | –                | –                | –         | –         |
| Michał Pytel | –             | –             | –                         | –                         | –                  | –                  | –           | –           | –                | –                | –              | –              | –                         | –                         | 75            | –             | –           | –           | –            | –            | –                | –                | –         | –         |
| Piotr Szczepaniak | –             | –             | –                         | –                         | –                  | –                  | –           | –           | –                | –                | –              | –              | –                         | –                         | –             | 63            | –           | –           | –            | –            | –                | –                | –         | –         |
| Andrzej Szlebarski | –             | –             | –                         | –                         | –                  | –                  | –           | –           | –                | –                | –              | –              | –                         | –                         | 51            | 69            | –           | –           | –            | –            | –                | –                | –         | –         |
| Szymon Szostok | –             | –             | –                         | –                         | –                  | –                  | –           | –           | –                | –                | –              | –              | –                         | 38                        | 28            | 60            | –           | –           | –            | –            | –                | –                | –         | –         |
| Jędrzej Ścisłowicz | –             | –             | –                         | –                         | –                  | –                  | –           | –           | –                | –                | –              | –              | 35                        | 21                        | –             | 33            | –           | –           | –            | –            | –                | –                | –         | –         |
| Damian Urbaś | –             | –             | –                         | –                         | –                  | –                  | –           | –           | –                | –                | –              | –              | –                         | –                         | 58            | –             | –           | –           | –            | –            | –                | –                | –         | –         |
| Jakub Wolny | –             | –             | –                         | –                         | –                  | –                  | –           | –           | –                | –                | –              | –              | –                         | –                         | 57            | 57            | –           | –           | –            | –            | –                | –                | –         | –         |
| Jan Ziobro | –             | –             | –                         | –                         | –                  | –                  | –           | –           | –                | –                | –              | –              | 17                        | 9                         | 51            | 3             | –           | –           | –            | –            | –                | –                | –         | –         |
| Aleksander Zniszczoł | –             | –             | –                         | –                         | –                  | –                  | –           | –           | –                | –                | –              | –              | 12                        | 21                        | 20            | 27            | –           | –           | –            | –            | –                | –                | 19        | 20        |
| Rosja |               |               |                           |                           |                    |                    |             |             |                  |                  |                |                |                           |                           |               |               |             |             |              |              |                  |                  |           |           |
| Siergiej Byczkow | –             | –             | 14                        | 19                        | –                  | –                  | –           | –           | –                | –                | –              | –              | 25                        | 6                         | 11            | 47            | –           | –           | 48           | 12           | –                | –                | –         | –         |
| Ilmir Chazietdinow | –             | –             | 2                         | 2                         | –                  | –                  | –           | –           | 8                | 15               | –              | –              | 5                         | 4                         | 58            | 12            | –           | –           | 16           | 21           | –                | –                | –         | –         |
| Grigorij Leontjew | –             | –             | –                         | –                         | –                  | –                  | –           | –           | –                | –                | –              | –              | –                         | –                         | –             | –             | –           | –           | 41           | 44           | –                | –                | –         | –         |
| Michaił Maksimoczkin | –             | –             | –                         | –                         | –                  | –                  | –           | –           | 9                | 3                | –              | –              | 22                        | 32                        | 62            | 38            | –           | –           | –            | –            | –                | –                | –         | –         |
| Andriej Paczin | –             | –             | 19                        | 20                        | –                  | –                  | –           | –           | 22               | 20               | –              | –              | 13                        | 11                        | 17            | 33            | –           | –           | 41           | 10           | –                | –                | –         | –         |
| Władisław Piersijancew | –             | –             | 33                        | 10                        | –                  | –                  | –           | –           | 30               | 39               | –              | –              | 33                        | 26                        | 42            | 49            | –           | –           | 28           | 40           | –                | –                | –         | –         |
| Aleksiej Romaszow | –             | –             | 9                         | 21                        | –                  | –                  | –           | –           | 18               | 29               | –              | –              | 8                         | 10                        | 6             | 42            | –           | –           | 4            | 17           | –                | –                | –         | –         |
| Jurij Samsonow | –             | –             | –                         | –                         | –                  | –                  | –           | –           | –                | –                | –              | –              | 51                        | 50                        | 66            | 76            | –           | –           | –            | –            | –                | –                | –         | –         |
| Andriej Sincow | –             | –             | 26                        | 40                        | –                  | –                  | –           | –           | 26               | 41               | –              | –              | –                         | –                         | –             | –             | –           | –           | –            | –            | –                | –                | –         | –         |
| Anton Szyrokow | –             | –             | –                         | –                         | –                  | –                  | –           | –           | 45               | 47               | –              | –              | 43                        | 47                        | 46            | 75            | –           | –           | –            | –            | –                | –                | –         | –         |
| Aleksandr Szuwałow | –             | –             | 42                        | 25                        | –                  | –                  | –           | –           | –                | –                | –              | –              | –                         | –                         | –             | –             | –           | –           | –            | –            | –                | –                | –         | –         |
| Jegor Usaczow | –             | –             | 4                         | 17                        | –                  | –                  | –           | –           | 16               | 28               | –              | –              | 39                        | 34                        | 13            | 50            | –           | –           | 40           | 42           | –                | –                | –         | –         |
| Dienis Wiesiełow | –             | –             | 30                        | –                         | –                  | –                  | –           | –           | 44               | 44               | –              | –              | 11                        | 2                         | 25            | 24            | –           | –           | 34           | 20           | –                | –                | –         | –         |
| Ramił Zarifullin | –             | –             | 8                         | 16                        | –                  | –                  | –           | –           | 33               | dsq              | –              | –              | –                         | –                         | –             | –             | –           | –           | –            | –            | –                | –                | –         | –         |
| Rumunia |               |               |                           |                           |                    |                    |             |             |                  |                  |                |                |                           |                           |               |               |             |             |              |              |                  |                  |           |           |
| Ștefan Blega | –             | –             | –                         | –                         | –                  | –                  | –           | –           | –                | –                | –              | –              | 53                        | 52                        | dns           | 77            | 40          | 36          | –            | –            | –                | –                | –         | –         |
| Sabin Corboș | –             | –             | –                         | –                         | –                  | –                  | –           | –           | –                | –                | –              | –              | –                         | –                         | 74            | 74            | 34          | 38          | –            | –            | –                | –                | –         | –         |
| Szilveszter Fulop | –             | –             | 22                        | 31                        | –                  | –                  | –           | –           | –                | –                | –              | –              | –                         | –                         | –             | –             | –           | –           | –            | –            | –                | –                | –         | –         |
| Szilveszter Kozma | –             | –             | 36                        | 43                        | –                  | –                  | 24          | 25          | 43               | 35               | –              | –              | 30                        | 31                        | 55            | 53            | –           | –           | –            | –            | –                | –                | –         | –         |
| Iulian Pîtea | –             | –             | –                         | –                         | –                  | –                  | –           | –           | –                | –                | –              | –              | –                         | –                         | 73            | 72            | 32          | 33          | 60           | 62           | –                | –                | –         | –         |
| Valentin Tatu | –             | –             | –                         | –                         | –                  | –                  | 25          | 26          | 38               | 42               | –              | –              | 52                        | 48                        | 69            | 71            | 33          | 32          | 54           | 59           | –                | –                | –         | –         |
| Eduard Torok | –             | –             | –                         | –                         | –                  | –                  | –           | –           | 53               | 51               | –              | –              | 47                        | 51                        | 80            | 80            | 36          | 30          | 23           | 46           | –                | –                | –         | –         |
| Remus Tudor | –             | –             | 35                        | 33                        | –                  | –                  | 10          | 5           | 21               | 12               | –              | –              | 19                        | 14                        | 60            | 19            | –           | –           | –            | –            | –                | –                | –         | –         |
| Adrian Vornicu | –             | –             | 38                        | 41                        | –                  | –                  | –           | –           | –                | –                | –              | –              | –                         | –                         | –             | –             | –           | –           | –            | –            | –                | –                | –         | –         |
| Słowacja |               |               |                           |                           |                    |                    |             |             |                  |                  |                |                |                           |                           |               |               |             |             |              |              |                  |                  |           |           |
| Patrik Lichý | 18            | 39            | 12                        | 10                        | –                  | –                  | –           | –           | 23               | 38               | 22             | 15             | 23                        | 24                        | 44            | 47            | 31          | 22          | –            | –            | –                | –                | –         | –         |
| Mojmír Nosáľ | –             | –             | 20                        | 31                        | –                  | –                  | –           | –           | –                | –                | –              | –              | 48                        | 52                        | 51            | 73            | –           | –           | –            | –            | –                | –                | –         | –         |
| Vladimír Roško | –             | –             | 32                        | 22                        | –                  | –                  | –           | –           | –                | –                | –              | –              | 41                        | 42                        | 63            | 55            | –           | –           | –            | –            | –                | –                | –         | –         |
| Denis Šindler | 37            | 52            | 39                        | 39                        | –                  | –                  | –           | –           | –                | –                | –              | –              | –                         | –                         | –             | –             | –           | –           | –            | –            | –                | –                | –         | –         |
| Tomáš Zmoray | 6             | 8             | 1                         | 3                         | –                  | –                  | –           | –           | 3                | 9                | 7              | dsq            | 1                         | 6                         | 2             | 8             | 11          | 16          | –            | –            | –                | –                | –         | –         |
| Słowenia |               |               |                           |                           |                    |                    |             |             |                  |                  |                |                |                           |                           |               |               |             |             |              |              |                  |                  |           |           |
| Tim Babnik | –             | –             | –                         | –                         | –                  | –                  | –           | –           | –                | –                | –              | –              | –                         | –                         | –             | –             | 12          | 23          | –            | –            | –                | –                | –         | –         |
| Gašper Bartol | –             | –             | –                         | –                         | –                  | –                  | –           | –           | –                | –                | –              | –              | –                         | –                         | –             | –             | –           | –           | 21           | 33           | –                | –                | –         | –         |
| Matic Benedik | –             | –             | –                         | –                         | –                  | –                  | –           | –           | –                | –                | –              | –              | –                         | –                         | –             | –             | 15          | –           | 13           | 18           | –                | –                | –         | –         |
| Luka Brnot | –             | –             | –                         | –                         | –                  | –                  | –           | –           | –                | –                | –              | –              | –                         | –                         | 8             | 10            | –           | –           | –            | –            | –                | –                | –         | –         |
| Jaka Debelak | 23            | 31            | –                         | –                         | –                  | –                  | –           | –           | –                | –                | –              | –              | –                         | –                         | –             | –             | –           | –           | –            | –            | –                | –                | –         | –         |
| Nejc Dežman | 33            | 34            | –                         | –                         | –                  | –                  | –           | –           | –                | –                | –              | –              | –                         | –                         | –             | –             | 3           | 18          | –            | –            | 33               | 32               | –         | –         |
| Matej Dobovšek | –             | –             | –                         | –                         | –                  | –                  | –           | –           | –                | –                | –              | –              | –                         | –                         | –             | –             | –           | 1           | –            | –            | –                | –                | –         | –         |
| Jan Družina | –             | –             | –                         | –                         | –                  | –                  | –           | –           | –                | –                | –              | –              | –                         | –                         | –             | –             | –           | 5           | –            | –            | 46               | 23               | –         | –         |
| Ozbej Ferkov | –             | –             | –                         | –                         | –                  | –                  | –           | –           | –                | –                | –              | –              | –                         | –                         | –             | –             | –           | 31          | –            | –            | –                | –                | –         | –         |
| David Grm | –             | –             | –                         | –                         | –                  | –                  | –           | –           | –                | –                | –              | –              | –                         | –                         | 19            | 37            | 27          | 24          | –            | –            | –                | –                | –         | –         |
| Leon Grobljar | –             | –             | –                         | –                         | –                  | –                  | –           | –           | –                | –                | –              | –              | –                         | –                         | –             | –             | –           | –           | 51           | 66           | –                | –                | –         | –         |
| Jan Hartman | 37            | 54            | –                         | –                         | –                  | –                  | –           | –           | –                | –                | –              | –              | –                         | –                         | –             | –             | –           | –           | –            | –            | –                | –                | –         | –         |
| Niko Hizar | –             | 44            | –                         | –                         | –                  | –                  | –           | –           | –                | –                | –              | –              | –                         | –                         | –             | –             | –           | –           | –            | –            | –                | –                | –         | –         |
| Jaka Hvala | –             | –             | –                         | –                         | –                  | –                  | –           | –           | –                | –                | –              | –              | –                         | –                         | –             | –             | 18          | –           | –            | –            | –                | –                | –         | –         |
| Rok Justin | 22            | 37            | –                         | –                         | –                  | –                  | –           | –           | –                | –                | –              | –              | –                         | –                         | –             | –             | 9           | 3           | –            | –            | 5                | 15               | –         | –         |
| Gašper Klinec | dsq           | 26            | –                         | –                         | –                  | –                  | –           | –           | –                | –                | –              | –              | –                         | –                         | –             | –             | –           | 28          | 41           | 46           | –                | –                | –         | –         |
| Jaka Kosec | –             | –             | –                         | –                         | –                  | –                  | –           | –           | –                | –                | –              | –              | –                         | –                         | –             | –             | 8           | 6           | –            | –            | –                | –                | –         | –         |
| Jernej Košnjek | –             | –             | –                         | –                         | –                  | –                  | –           | –           | –                | –                | –              | –              | –                         | –                         | –             | –             | 23          | –           | –            | –            | –                | –                | –         | –         |
| Anže Lanišek | –             | –             | 16                        | 13                        | –                  | –                  | –           | –           | –                | –                | –              | –              | –                         | –                         | –             | –             | –           | 10          | –            | –            | –                | –                | –         | –         |
| Matej Likar | 32            | 19            | –                         | –                         | –                  | –                  | –           | –           | –                | –                | –              | –              | –                         | –                         | –             | –             | –           | –           | –            | –            | –                | –                | –         | –         |
| Rok Mandl | –             | –             | –                         | –                         | –                  | –                  | –           | –           | –                | –                | –              | –              | –                         | –                         | 32            | 9             | –           | –           | –            | –            | –                | –                | –         | –         |
| Žiga Mandl | –             | –             | –                         | –                         | –                  | –                  | –           | –           | –                | –                | –              | –              | –                         | –                         | 1             | 6             | 7           | 12          | –            | –            | 4                | 3                | –         | –         |
| Gašper Martinčič | –             | –             | –                         | –                         | –                  | –                  | –           | –           | –                | –                | –              | –              | –                         | –                         | –             | –             | 22          | –           | 30           | 31           | –                | –                | –         | –         |
| Klemen Omladič | 20            | 38            | –                         | –                         | –                  | –                  | –           | –           | –                | –                | –              | –              | –                         | –                         | –             | –             | –           | –           | –            | –            | –                | –                | –         | –         |
| Primož Peterka | –             | –             | –                         | –                         | –                  | –                  | –           | –           | –                | –                | –              | –              | –                         | –                         | 27            | 5             | –           | –           | –            | –            | 20               | 18               | –         | –         |
| Andraž Pograjc | –             | –             | –                         | –                         | –                  | –                  | –           | –           | –                | –                | –              | –              | –                         | –                         | –             | –             | 19          | 8           | –            | –            | 13               | 44               | –         | –         |
| Cene Prevc | –             | –             | –                         | –                         | –                  | –                  | –           | –           | –                | –                | –              | –              | –                         | –                         | –             | –             | –           | 15          | –            | –            | –                | –                | –         | –         |
| Ernest Prišlič | –             | –             | –                         | –                         | –                  | –                  | –           | –           | –                | –                | –              | –              | –                         | –                         | –             | –             | 10          | 20          | –            | –            | 37               | 34               | –         | –         |
| Primož Roglič | –             | –             | –                         | –                         | –                  | –                  | –           | –           | –                | –                | –              | –              | –                         | –                         | 36            | 17            | –           | –           | –            | –            | –                | –                | –         | –         |
| Kristjan Ravnik | –             | –             | –                         | –                         | –                  | –                  | –           | –           | –                | –                | –              | –              | –                         | –                         | –             | –             | –           | 26          | –            | –            | –                | –                | –         | –         |
| Jaka Rus | –             | –             | –                         | –                         | –                  | –                  | –           | –           | –                | –                | –              | –              | –                         | –                         | –             | –             | 20          | –           | –            | –            | –                | –                | –         | –         |
| Anže Semenič | –             | –             | –                         | –                         | –                  | –                  | –           | –           | –                | –                | –              | –              | –                         | –                         | –             | –             | 24          | –           | –            | –            | 39               | 30               | –         | –         |
| Matevž Slatinšek | –             | –             | –                         | –                         | –                  | –                  | –           | –           | –                | –                | –              | –              | –                         | –                         | –             | –             | 16          | 19          | –            | –            | –                | –                | –         | –         |
| Urban Sušnik | –             | –             | –                         | –                         | –                  | –                  | –           | –           | –                | –                | –              | –              | –                         | –                         | –             | –             | 17          | 21          | –            | –            | –                | –                | –         | –         |
| Jaka Tesovnik | 54            | –             | –                         | –                         | –                  | –                  | –           | –           | –                | –                | –              | –              | –                         | –                         | –             | –             | 29          | –           | –            | –            | 34               | 31               | –         | –         |
| Žiga Tomažin | –             | –             | –                         | –                         | –                  | –                  | –           | –           | –                | –                | –              | –              | –                         | –                         | –             | –             | 21          | –           | 45           | 41           | –                | –                | –         | –         |
| Tomaž Verbajs | –             | –             | –                         | –                         | –                  | –                  | –           | –           | –                | –                | –              | –              | –                         | –                         | 43            | 67            | –           | –           | –            | –            | –                | –                | –         | –         |
| Robert Vitez | 35            | 50            | –                         | –                         | –                  | –                  | –           | –           | –                | –                | –              | –              | –                         | –                         | –             | –             | –           | –           | 57           | 50           | –                | –                | –         | –         |
| Aljaž Vodan | –             | –             | –                         | –                         | –                  | –                  | –           | –           | –                | –                | –              | –              | –                         | –                         | 39            | 65            | –           | –           | –            | –            | –                | –                | –         | –         |
| Gašper Vodan | –             | –             | –                         | –                         | –                  | –                  | –           | –           | –                | –                | –              | –              | –                         | –                         | –             | –             | 12          | 11          | –            | –            | 40               | 24               | –         | –         |
| Denis Zupančič | –             | –             | –                         | –                         | –                  | –                  | –           | –           | –                | –                | –              | –              | –                         | –                         | –             | –             | –           | –           | 31           | 22           | –                | –                | –         | –         |
| Miran Zupančič | –             | –             | –                         | –                         | –                  | –                  | –           | –           | –                | –                | –              | –              | –                         | –                         | –             | –             | –           | –           | 10           | 11           | –                | –                | –         | –         |
| Rožle Žagar | –             | –             | –                         | –                         | –                  | –                  | –           | –           | –                | –                | –              | –              | –                         | –                         | 18            | 4             | –           | 17          | –            | –            | –                | –                | –         | –         |
| Aljaž Žepič | –             | –             | –                         | –                         | –                  | –                  | –           | –           | –                | –                | –              | –              | –                         | –                         | 76            | 55            | 25          | 27          | –            | –            | –                | –                | –         | –         |
| Dejan Žujič | –             | –             | –                         | –                         | –                  | –                  | –           | –           | –                | –                | –              | –              | –                         | –                         | –             | –             | –           | –           | 43           | 45           | –                | –                | –         | –         |
| Stany Zjednoczone |               |               |                           |                           |                    |                    |             |             |                  |                  |                |                |                           |                           |               |               |             |             |              |              |                  |                  |           |           |
| Nicholas Fairall | –             | –             | –                         | –                         | –                  | –                  | 7           | 11          | –                | –                | 19             | 15             | –                         | –                         | –             | –             | –           | –           | –            | –            | –                | –                | –         | –         |
| Peter Frenette | –             | –             | –                         | –                         | –                  | –                  | 2           | 1           | –                | –                | –              | –              | –                         | –                         | –             | –             | –           | –           | –            | –            | –                | –                | –         | –         |
| Michael Glasder | –             | –             | –                         | –                         | –                  | –                  | 7           | 15          | –                | –                | –              | –              | –                         | –                         | –             | –             | –           | –           | –            | –            | –                | –                | –         | –         |
| Alexander Haupt | –             | –             | –                         | –                         | –                  | –                  | 17          | 18          | –                | –                | –              | –              | –                         | –                         | –             | –             | –           | –           | –            | –            | –                | –                | –         | –         |
| Anders Johnson | –             | –             | –                         | –                         | –                  | –                  | 4           | 4           | –                | –                | –              | –              | –                         | –                         | –             | –             | –           | –           | –            | –            | –                | –                | –         | –         |
| Christopher Lamb | –             | –             | –                         | –                         | –                  | –                  | 7           | 6           | –                | –                | –              | –              | –                         | –                         | –             | –             | –           | –           | –            | –            | –                | –                | –         | –         |
| William Rhoads | –             | –             | –                         | –                         | –                  | –                  | 26          | 30          | –                | –                | –              | –              | –                         | –                         | –             | –             | –           | –           | –            | –            | –                | –                | –         | –         |
| Trevor Wert | –             | –             | –                         | –                         | –                  | –                  | –           | –           | –                | –                | 35             | 21             | –                         | –                         | –             | –             | –           | –           | –            | –            | –                | –                | –         | –         |
| Szwajcaria |               |               |                           |                           |                    |                    |             |             |                  |                  |                |                |                           |                           |               |               |             |             |              |              |                  |                  |           |           |
| Olivier Anken | –             | –             | –                         | –                         | –                  | –                  | –           | –           | 37               | 21               | –              | –              | –                         | –                         | –             | –             | –           | –           | –            | –            | 55               | 52               | –         | –         |
| Vital Anken | –             | –             | –                         | –                         | –                  | –                  | –           | –           | 5                | 2                | –              | –              | –                         | –                         | –             | –             | –           | –           | –            | –            | 42               | 46               | –         | –         |
| Guillaume Berney | –             | –             | –                         | –                         | –                  | –                  | –           | –           | 36               | 31               | –              | –              | –                         | –                         | –             | –             | –           | –           | –            | –            | 54               | 43               | –         | –         |
| Gregor Deschwanden | –             | –             | –                         | –                         | –                  | –                  | –           | –           | 13               | 10               | –              | –              | –                         | –                         | –             | –             | –           | –           | –            | –            | 23               | 26               | –         | –         |
| Luca Egloff | –             | –             | –                         | –                         | –                  | –                  | –           | –           | 41               | dsq              | –              | –              | –                         | –                         | –             | –             | –           | –           | –            | –            | –                | –                | –         | –         |
| Pascal Egloff | –             | –             | –                         | –                         | –                  | –                  | –           | –           | 4                | 6                | –              | –              | –                         | –                         | –             | –             | –           | –           | –            | –            | –                | –                | –         | –         |
| Björn Fischer | –             | –             | –                         | –                         | –                  | –                  | –           | –           | 48               | 43               | –              | –              | –                         | –                         | –             | –             | –           | –           | –            | –            | –                | –                | –         | –         |
| Rémi Français | –             | –             | –                         | –                         | –                  | –                  | –           | –           | 15               | 11               | –              | –              | –                         | –                         | –             | –             | –           | –           | –            | –            | –                | –                | –         | –         |
| Marco Grigoli | –             | –             | –                         | –                         | –                  | –                  | –           | –           | 2                | 1                | –              | –              | –                         | –                         | –             | –             | –           | –           | –            | –            | –                | –                | –         | –         |
| Lars Grossen | –             | –             | –                         | –                         | –                  | –                  | –           | –           | 34               | 19               | –              | –              | –                         | –                         | –             | –             | –           | –           | –            | –            | –                | –                | –         | –         |
| Kilian Hauswirth | –             | –             | –                         | –                         | –                  | –                  | –           | –           | 40               | dsq              | –              | –              | –                         | –                         | –             | –             | –           | –           | –            | –            | –                | –                | –         | –         |
| Pascal Kälin | –             | –             | –                         | –                         | –                  | –                  | –           | –           | 17               | 18               | –              | –              | –                         | –                         | –             | –             | –           | –           | –            | –            | 30               | 36               | –         | –         |
| Killian Peier | –             | –             | –                         | –                         | –                  | –                  | –           | –           | 25               | 26               | –              | –              | –                         | –                         | –             | –             | –           | –           | –            | –            | –                | –                | –         | –         |
| Tommy Schmid | –             | –             | –                         | –                         | –                  | –                  | –           | –           | 11               | –                | –              | –              | –                         | –                         | –             | –             | –           | –           | –            | –            | –                | –                | –         | –         |
| Adrian Schuler | –             | –             | –                         | –                         | –                  | –                  | –           | –           | 1                | 4                | –              | –              | –                         | –                         | –             | –             | –           | –           | –            | –            | –                | –                | –         | –         |
| Andreas Schuler | –             | –             | –                         | –                         | –                  | –                  | –           | –           | 46               | 40               | –              | –              | –                         | –                         | –             | –             | –           | –           | –            | –            | –                | –                | –         | –         |
| Pascal Sommer | –             | –             | –                         | –                         | –                  | –                  | –           | –           | 10               | 17               | –              | –              | –                         | –                         | –             | –             | –           | –           | –            | –            | –                | –                | –         | –         |
| Fabian Waldis | –             | –             | –                         | –                         | –                  | –                  | –           | –           | 49               | 49               | –              | –              | –                         | –                         | –             | –             | –           | –           | –            | –            | –                | –                | –         | –         |
| Szwecja |               |               |                           |                           |                    |                    |             |             |                  |                  |                |                |                           |                           |               |               |             |             |              |              |                  |                  |           |           |
| Fredrik Balkåsen | –             | –             | –                         | –                         | 2                  | 4                  | 5           | 2           | –                | –                | –              | –              | –                         | –                         | –             | –             | –           | –           | –            | –            | –                | –                | –         | –         |
| Jesper Daun | –             | –             | –                         | –                         | 30                 | 30                 | 30          | 31          | –                | –                | –              | –              | –                         | –                         | –             | –             | –           | –           | –            | –            | –                | –                | –         | –         |
| Sebastian Ekman | –             | –             | –                         | –                         | –                  | –                  | dsq         | 24          | –                | –                | –              | –              | –                         | –                         | –             | –             | –           | –           | –            | –            | –                | –                | –         | –         |
| Simon Eriksson | –             | –             | –                         | –                         | dns                | –                  | 29          | 32          | –                | –                | –              | –              | –                         | –                         | –             | –             | –           | –           | –            | –            | –                | –                | –         | –         |
| Isak Grimholm | –             | –             | –                         | –                         | 10                 | 10                 | 18          | 7           | –                | –                | –              | –              | –                         | –                         | –             | –             | –           | –           | –            | –            | –                | –                | –         | –         |
| Martin Gundersson | –             | –             | –                         | –                         | –                  | –                  | 27          | 33          | –                | –                | –              | –              | –                         | –                         | –             | –             | –           | –           | –            | –            | –                | –                | –         | –         |
| Benjamin Larsson | –             | –             | –                         | –                         | –                  | –                  | 32          | 28          | –                | –                | –              | –              | –                         | –                         | –             | –             | –           | –           | –            | –            | –                | –                | –         | –         |
| Josef Larsson | –             | –             | –                         | –                         | 9                  | 14                 | 14          | 13          | –                | –                | –              | –              | –                         | –                         | –             | –             | –           | –           | –            | –            | –                | –                | –         | –         |
| Alexander Mitz | –             | –             | –                         | –                         | –                  | –                  | 21          | 18          | –                | –                | –              | –              | –                         | –                         | –             | –             | –           | –           | –            | –            | –                | –                | –         | –         |
| Carl Nordin | –             | –             | –                         | –                         | 15                 | 3                  | 3           | 8           | –                | –                | –              | –              | –                         | –                         | –             | –             | –           | –           | –            | –            | –                | –                | –         | –         |
| Turcja |               |               |                           |                           |                    |                    |             |             |                  |                  |                |                |                           |                           |               |               |             |             |              |              |                  |                  |           |           |
| Muhammet İrfan Çintımar | –             | –             | –                         | 50                        | 33                 | 32                 | –           | –           | –                | –                | –              | –              | –                         | –                         | dns           | 83            | –           | –           | 65           | dns          | 58               | 59               | –         | –         |
| Samet Karta | 27            | dsq           | 40                        | 37                        | –                  | –                  | –           | –           | –                | –                | –              | –              | –                         | –                         | –             | –             | –           | –           | –            | –            | –                | –                | –         | –         |
| Mustafa Öztaşyonar | –             | –             | –                         | –                         | –                  | –                  | –           | –           | –                | –                | –              | –              | –                         | –                         | –             | –             | –           | –           | 62           | 64           | 59               | 60               | –         | –         |
| Faik Yüksel | 30            | 42            | 29                        | 36                        | 13                 | 7                  | –           | –           | –                | –                | –              | –              | –                         | –                         | 41            | 58            | –           | –           | dns          | 33           | 56               | 53               | –         | –         |
| Ukraina |               |               |                           |                           |                    |                    |             |             |                  |                  |                |                |                           |                           |               |               |             |             |              |              |                  |                  |           |           |
| Wołodymyr Boszczuk | –             | –             | –                         | –                         | –                  | –                  | –           | –           | –                | –                | –              | –              | 6                         | 4                         | 16            | 16            | –           | –           | –            | –            | –                | –                | –         | –         |
| Jarosław Dyśko | –             | –             | 24                        | 26                        | –                  | –                  | –           | –           | –                | –                | –              | –              | 33                        | 27                        | 40            | 41            | –           | –           | –            | –            | –                | –                | –         | –         |
| Andrij Kłymczuk | –             | –             | –                         | –                         | –                  | –                  | –           | –           | –                | –                | –              | –              | 55                        | 49                        | 79            | 78            | –           | –           | –            | –            | –                | –                | –         | –         |
| Ołeksandr Łazarowycz | –             | –             | –                         | –                         | –                  | –                  | –           | –           | –                | –                | –              | –              | 44                        | 29                        | 55            | 31            | –           | –           | –            | –            | –                | –                | –         | –         |
| Serhij Maksymczuk | –             | –             | –                         | –                         | –                  | –                  | –           | –           | –                | –                | –              | –              | 58                        | 59                        | 81            | 82            | –           | –           | –            | –            | –                | –                | –         | –         |
| Witalij Szumbareć | –             | –             | –                         | –                         | –                  | –                  | –           | –           | –                | –                | –              | –              | 3                         | 1                         | 25            | 43            | –           | –           | –            | –            | –                | –                | –         | –         |
| Wołodymyr Werediuk | –             | –             | –                         | –                         | –                  | –                  | –           | –           | –                | –                | –              | –              | 45                        | 44                        | 36            | 70            | –           | –           | –            | –            | –                | –                | –         | –         |
| Wasyl Żurakiwśkyj | –             | –             | 31                        | 15                        | –                  | –                  | –           | –           | –                | –                | –              | –              | 23                        | 32                        | 24            | 30            | –           | –           | –            | –            | –                | –                | –         | –         |
| Węgry |               |               |                           |                           |                    |                    |             |             |                  |                  |                |                |                           |                           |               |               |             |             |              |              |                  |                  |           |           |
| Ármin Csukovics | 57            | 56            | 50                        | 51                        | –                  | –                  | –           | –           | –                | –                | –              | –              | 59                        | 58                        | 82            | 84            | 39          | 40          | –            | –            | –                | –                | –         | –         |
| István Pungor | 50            | 49            | 43                        | 42                        | –                  | –                  | –           | –           | –                | –                | –              | –              | 57                        | 56                        | 77            | 79            | 38          | 39          | –            | –            | –                | –                | –         | –         |
| Ákos Szilágyi | 54            | 57            | 49                        | 49                        | –                  | –                  | –           | –           | –                | –                | –              | –              | 50                        | 57                        | 67            | 81            | 37          | 37          | –            | –            | –                | –                | –         | –         |
| Włochy |               |               |                           |                           |                    |                    |             |             |                  |                  |                |                |                           |                           |               |               |             |             |              |              |                  |                  |           |           |
| Davide Bresadola | –             | –             | 10                        | 14                        | –                  | –                  | –           | –           | –                | –                | –              | –              | 9                         | 17                        | –             | –             | –           | –           | –            | –            | –                | –                | –         | –         |
| Federico Cecon | –             | –             | 23                        | 22                        | –                  | –                  | –           | –           | –                | –                | –              | –              | 20                        | 23                        | –             | –             | dns         | 14          | –            | –            | –                | –                | –         | –         |
| Alessio De Crignis | –             | –             | –                         | –                         | –                  | –                  | –           | –           | –                | –                | –              | –              | 7                         | 8                         | –             | –             | –           | –           | –            | –            | –                | –                | –         | –         |
| Roberto Dellasega | –             | –             | 13                        | 12                        | –                  | –                  | –           | –           | –                | –                | –              | –              | 4                         | 16                        | –             | –             | –           | –           | –            | –            | –                | –                | –         | –         |
| Zeno Di Lenardo | –             | –             | –                         | –                         | –                  | –                  | –           | –           | –                | –                | –              | –              | –                         | –                         | –             | –             | 26          | 29          | –            | –            | –                | –                | –         | –         |
| Michael Lunardi | –             | –             | 6                         | 6                         | –                  | –                  | –           | –           | –                | –                | –              | –              | 25                        | 38                        | –             | –             | 28          | 25          | –            | –            | –                | –                | –         | –         |
| Giacomo Marcocig | –             | –             | –                         | –                         | –                  | –                  | –           | –           | –                | –                | –              | –              | –                         | –                         | –             | –             | dsq         | 35          | –            | –            | –                | –                | –         | –         |
| Legenda |               |               |                           |                           |                    |                    |             |             |                  |                  |                |                |                           |                           |               |               |             |             |              |              |                  |                  |           |           |
| 1-3 4-30 poniżej 30 dns – Zawodnik zakwalifikowany nie wystartował w konkursie dsq – Zawodnik zdyskwalifikowany w konkursie - – Zawodnik nie zgłoszony do konkursu |               |               |                           |                           |                    |                    |             |             |                  |                  |                |                |                           |                           |               |               |             |             |              |              |                  |                  |           |           |

## Klasyfikacja generalna
| Miejsce | Zawodnik               | Występy | Punkty |
| ------- | ---------------------- | ------- | ------ |
| 1.      | Tomáš Zmoray           | 13      | 648    |
| 2.      | Lukas Müller           | 8       | 400    |
| 3.      | Ilmir Chazietdinow     | 10      | 350    |
| 4.      | Björn Koch             | 4       | 340    |
| 5.      | Žiga Mandl             | 6       | 308    |
| 6.      | Markus Schiffner       | 6       | 297    |
| 7.      | Mats Søhagen Berggaard | 4       | 290    |
| 8.      | David Winkler          | 8       | 273    |
| 9.      | Johannes Obermayr      | 6       | 266    |
| 10.     | Stefan Hayböck         | 6       | 259    |
| 11.     | Fredrik Balkåsen       | 4       | 255    |
| 12.     | Mackenzie Boyd-Clowes  | 4       | 223    |
| 13.     | Aleksiej Romaszow      | 10      | 216    |
| 14.     | Christian Ulmer        | 6       | 208    |
| 15.     | Anssi Koivuranta       | 2       | 200    |
| 15.     | Junshirō Kobayashi     | 2       | 200    |
| 17.     | Thomas Diethart        | 6       | 195    |
| 18.     | Pius Paschke           | 10      | 185    |
| 19.     | Peter Frenette         | 2       | 180    |
| 19.     | Marco Grigoli          | 2       | 180    |
| 21.     | Ondřej Vaculík         | 4       | 176    |
| 22.     | Carl Nordin            | 4       | 168    |
| 23.     | Witalij Szumbareć      | 4       | 166    |
| 23.     | Tommy Lianes           | 4       | 166    |
| 25.     | Tord Markusen Hammer   | 2       | 160    |
| 26.     | Rok Justin             | 6       | 159    |
| 27.     | Miloš Kadlec           | 10      | 152    |
| 28.     | Adrian Schuler         | 2       | 150    |
| 29.     | Remus Tudor            | 10      | 145    |
| 30.     | Lauri Asikainen        | 2       | 140    |
| 30.     | Kazuyoshi Funaki       | 2       | 140    |
| ...     |                        |         |        |